# 加瀬竜哉
加瀬 竜哉（かせ たつや、1964年10月13日 -2012年1月24日 ）は、日本の音楽アーティスト。ジャンル、楽器、形式などを選ばず様々なアプローチで音楽制作を行うマルチプレイヤー。またbazooka-studio（日本東京都新宿区）に籍を置くレコーディング・エンジニア、マスタリング・エンジニアでもあり、同スタジオ発行の小冊子「edge」編集長でもある（ペンネームは宇田川龍）。

## プロフィール
東京都渋谷区生まれ。
高校生の時に出逢った多重録音とロックミュージックに魅了され、ジャンル、楽器、形式などを選ばず様々なアプローチで音楽制作を行うマルチプレイヤー。
バンド活動を中心に1990年にゲームソフトで作曲家デビュー、以後多くのセッション、スタジオワークを経て1993年に初のソロアルバム「SISTER LEESA」（坂本英三がヴォーカルを担当。)を発表。1990年代後半からは多くのセッションに参加し、アニメタル（ギター）虹伝説（ベース）MITSUO（キーボード）などで複数のパートを同時にプレイする。
21世紀に入り、多くのロックバンドが利用するbazooka-studioと契約、レコーディングエンジニア、マスタリングエンジニアとしての活動をスタート、演奏活動と平行して多くの作品を制作し、最大で年間300枚近いCD制作に関与。同時に音楽プロデューサーとしても様々なアーティストとの制作活動を行う。2005年にはそれまで一度も手を出さなかった「歌う」と言う分野にも初挑戦。2006年に自らのレーベル「1964records」を設立し、女性シンガー5人を集めたcompilation album 「flowers」をプロデュース。FM NACK5でのレギュラー番組（2006年1月～3月）やmedia jack tour（2006年4月）などを含む全国規模のプロモーションを展開。その後、「flowers」にも収録の女性シンガー、サヤカとのユニットサヤカimpossibleのプロデューサー、メンバーとして活動し、2007年11月にアルバム「nude」を発表。2007年5月には本人のマネージメントオフィス、dragonlionを設立。
また、2005年にオープンしたオフィシャルサイト加瀬竜哉.comでは多くのコンテンツを展開。音楽情報を中心に様々なジャンルについて独自の解釈によるコラムを執筆、中でも自ら「ライフワーク」とするF1・モータースポーツコラム「no race, no life」は、大手出版社から単行本化のオファーがあった。
現在進行中のコンテンツ「no river, no life」では、東京オリンピック（本人誕生の1964年10月に開催）を機に暗渠化された都市河川を取り上げ、本人のライブ活動に於いては童謡「春の小川」を歌い、その歴史について語っている。2008年10月にはNHKのTV番組「熱中時間」に「暗渠熱中人」として出演、番組内で暗渠となった渋谷川に入り「春の小川」を歌った。
また、bazooka-studioのインターネットラジオではパーソナリティとして、音楽試聴サイトaudioleafなどではコラムニストとしても活躍中、2009年からはF1専門誌STINGERでコラム「My F1 Talk」を連載、同誌ウェブサイトでもコラム「スクーデリア・一方通行」を連載中だった。
2012年1月24日、本人名義のFacebook等で死去したことが伝えられた。享年47。また、マスタリングを担当していたインディーズバンドの一つ「ユナイト」のギタリスト未緒のブログによると2010年頃に癌を患い一時入院していたとのことであり、また同じく担当したことのあるアンティック-珈琲店-のドラマー輝喜のブログによると加瀬は「俺は病院では死なねえから」と公言して闘病しながら仕事を継続しており、死去当日もギリギリまで請け負った作業をしており作業終了直後に死亡したとのことである。

## ディスコグラフィー
- DANTE『IN THE LOST PARADISE』（1991年）
- 柴田直人プロジェクト『パーフェクトセレクション コナミ・シューティング・バトル』（1993年）
- 練馬絶叫倶楽部『壱』（1997年）
- 虹伝説『虹を継ぐ覇者』（1998年）※レインボーのトリビュート・アルバム

## インターネットラジオ
- radio-bazooka